# Джапаридзе, Прокофий Апрасионович
Прокопий Апрасионович Джапаридзе (партийный псевдоним Алёша, потому известен как Алёша Джапаридзе; груз. პროკოფი აპრასიონის ძე ჯაფარიძე; 15 января 1880 — 20 сентября 1918) — грузинский политический деятель (большевик). Согласно энциклопедии Гражданской войны и военной интервенции, один из руководителей борьбы за Советскую власть в Азербайджане.
В 1918 году был председателем Бакинского Совета рабочих и солдатских депутатов (Бакинского Совета, Баксовета) и его Исполнительного комитета (Исполкома). Занимал должность комиссара по внутренним делам и по продовольствию в период правления Бакинского Совета Народных Комиссаров (Бакинского Совнаркома, Баксовнаркома).
Казнён в числе 26 бакинских комиссаров.

## Биография

### Происхождение
Родился 3 (15) января 1880 года в имеретинской деревне Шердомети Рачинского уезда Кутаисской губернии (ныне Онский муниципалитет края Рача-Лечхуми и Нижняя Сванетия).
Между тем, в печати приводились разные указания места и даты рождения. Так, по БСЭ (1-е изд.) он родился в 1878 году, а в энциклопедии «Революция и Гражданская война в России: 1917—1923 гг.» местом рождения назван Кутаиси.
В биографических справках, которые привели орган ЦК АКП(б) — газета «Бакинский рабочий» от 1922 года и орган Первоуральского райкома ВКП(б) — газета «Под знаменем Ленина» от 1938 года, было сказано, что Прокофий Джапаридзе родился в деревне Шардомети в 1878 году.
Он имел дворянское происхождение, что зафиксировано и в документах. Так, в копии постановления начальника Бакинского жандармского управления, генерал-майора Е. М. Казинцова, датированного 30 декабрём 1908 года, сказано: «18-го мая сего года на ст. Баку был задержан дворянин Кутаисской губернии Прокофий Апрасионов Джапаридзе». В постановлении, относящемся к 1915 году и составленном начальником Тифлисского жандармского управления, полковником И. И. Пастрюлином, говорилось, что Джапаридзе дворянин селения Шардомети и православного вероисповедания. По показаниям самого Джапаридзе, отраженных в протоколе допроса от 4 мая 1915 года, он «Православный, из дворян с. Шардомети… Грузин русскоподданный».
В советской литературе можно встретить разную характеристику социального положения его отца. Например, в одном из биографических описаний 1920-х годов о Прокофии Джапаридзе говорится как о сыне крупного помещика. Позднейший биограф А. Гусейнов, со своей стороны писал, что он родился в семье обедневшего дворянина.

### Юность и образование
Джапаридзе ещё в раннем детстве лишился отца. Вместе со своей матерью он остался почти без средств к существованию. Нужду также испытывали братья матери, которые проживали в соседней деревне, и потому у них не было возможности оказать помощь своей овдовевшей сестре. У Прокофия Джапаридзе были сёстры Вера, Есма и Лина.
В детстве его называли Пакия. Из воспоминаний заслуженного учителя Грузинской ССР Владимира Джапаридзе узнаём, что Пакия вместе с матерью и сестрой часто проводил лето в семье своего дяди Гиго Гоциридзе в селении Боква — родном селении матери Владимира: «Его мать, Анна Гоциридзе, и моя мать, Фатьма Гоциридзе, были близкими родственницами, в деревне жили по соседству, мы в детстве всегда бывали вместе».
В 1889 году один из его родственников — родной дядя, народный учитель Семён Джапаридзе — устроил мальчика в Сацхениское дворянское училище (А. Гусейнов именует её двухклассной школой в селе Сацхениси) и, окончив в 1894 году курс начальной школы в Сацхениси Телавского уезда Тифлисской губернии, Прокофий при помощи родственников и знакомых затем поступил в городское училище при Александровском учительском институте.
Позже, в 1960-х годах в Шардомети побывали дочери Прокофия Джапаридзе — Люция и Елена. Они встретились с одним из его одноклассников, 90-летним колхозником Иобой Чиквинадзе, а об учёбе в Сацхениси узнали в соседней деревне Дзеглеби от дальних родственников отца — Григория и Ладо Джапаридзе:
Ладо рассказал о другой школе, в Сацхениси, где учился отец. Это общеобразовательная школа обучала и ремёслам. В ней отец научился сапожному делу. Узнав об этом, мы поняли, почему, находясь в сибирской ссылке, отец сумел устроиться на работу в сапожную мастерскую, о чём он сообщал нам в одном из писем.
В училище Прокопий проучился 2 года и в 1896 году перешёл в учительский институт, на казённый счёт.

### Начало революционной деятельности
В Тифлисском учительском институте существовал, основанный в своё время Ладо Кецховели, небольшой нелегальный кружок и Джапаридзе становится одним из активнейших участников данного кружка. Вместе с группой студентов (Сергеевым, Домостроевым, Павлом Пушкарёвым, Владимиром Мещериным и Павлом Каландадзе) им часто посещалась Майдановская библиотека-читальня. По воспоминанию Б. Бибинейшвили:

Вскоре при Кайдановской библиотеке образовался нелегальный кружок, членами которого, кроме Алёши, были Сергеев, Калюжный... Домостроев... Н. Сокольников и другие. Кружок этот делился на две группы: на марксистов во главе с Алёшей («неистовым», как тогда его называли) и народников под главенством Калюжного. Сначала кружок занимался распространением нелегальной литературы, а затем, при ближайшем участии Алёши, нами была выпущена прокламация, отпечатанная на гектографе, против известного главаря «истинно русских людей» протоиерея Восторгова. Это было первым политическим выступлением тов. Алёши Джапаридзе.

Кружок поддерживал связь с русскими ссыльными рабочими и через него Джапаридзе сблизился с тифлисскими рабочими. Один из рабочих — И. Ф. Стуруа — вспоминал: «Я тогда работал токарем в Главных мастерских Закавказской железной дороги в Тифлисе. Алёша учился в Тифлисе в учительском институте, посещал кружки и занимался с нами по политической экономии».
В 1898 году Джапаридзе становится членом Российской социал-демократической рабочей партией (РСДРП). Он активно участвовал в подготовке и проведении забастовки рабочих Главных мастерских и депо Закавказской железной дороги, начавшейся в августе 1900 года под руководством Тифлисского комитета РСДРП, причём он также являлся членом стачечного комитета. Августовская забастовка тифлисских железнодорожников потерпела поражением. Со стороны царских властей последовали обыски и аресты. Помощник начальника Тифлисского губернского жандармского управления штабс-ротмистр В. Н. Лавров в своём донесении в Департамент полиции изложил обстоятельства ареста Джапаридзе и бывшего студента Павла Пушкарёва:
получив агентурное сведение, что рабочим в деле забастовки помогают какие-то студенты, и приняв во внимание, что бывший студент Пушкарёв, уже ранее уличённый в участии по фабрикации воззваний, вместе с каким-то грузином, оказавшимся впоследствии Джапаридзе, весьма внимательно следит за движением рабочих, появляясь в стороне во всех случаях скопления забастовавших рабочих, я 7 сего августа, задержав Джапаридзе, произвёл обыск как у него, так и у Пушкарёва.
"Алёша" оказался в одиночной камере в Метехской тюрьме, а затем его перевели в губернскую тюрьму. По прошествии пяти месяцев, в начале января 1901 года, он вышел на свободу, но по предписанию полиции ему воспрещалось проживать в Тифлисе, Баку, Елизаветполе (Гянджа), Батуми, Поти и на станции Михайлово (Хашури).
Бибинейшвили изложил события 1900 года в жизни Джапаридзе скомкано. Упоминая августовскую забастовку тифлисских железнодорожников, он затем затрагивает первомайскую демонстрацию, устроенной в районе солёных озёр и пишет, что «перед самой демонстрацией… Алёша подвергается обыску, а затем его снимают со школьной скамьи (он был тогда в 3-м классе Института) и заключают в Метехский замок. Около года его держали в заключении, а после выслали на родину, в Рачинский уезд». С другой стороны Бибинейшвили привёл протокол допроса Джапаридзе от 4 мая 1915 года, в ходе которого Алёша показал, что «вышел из III класса Тифлисского Александровского учительского института приблизительно в 1900 году по собственному желанию» и что «при Тифлисском губ. жанд. в 1900 году сидел в административном порядке месяцев пять и затем выпущен без всяких последствий».

### В Кутаиси
Будучи под полицейским надзором и скрываясь от полиции, Джапаридзе уезжает в родную деревню Шардомети, где вскоре на его след выходит полиция. Тогда он перебирается в тогдашний губернский город Кутаиси и при помощи знакомых устраивается в Управление государственных земель и имуществ Кутаисской губернии. Здесь, он вместе с высланными из Тифлиса социал-демократами, в числе которых были В. К. Родзевич-Белевич и Н. С. Соколовский, основал социал-демократическую группу, которая развернула революционную работу среди рабочих, ремесленников, приказчиков и местных учащихся.
Под его идейным руководством действовала первая социал-демократическая ячейка города Хони (в 25 км к западу от Кутаиси), созданная здесь в 1902 году. Как писал С. К. (Шамше) Лежава: «Эта ячейка имела связь с Прокофием (Алёшей) Джапаридзе, который вёл весьма активную и энергичную работу в Кутаиси. По предложению Алёши Джапаридзе Хонская организация в это время выпустила две гектографированные прокламации… Одна из этих прокламаций была адресована крестьянам, а другая — учителя; обе они призывали к свержению самодержавия».

### Дальнейшая деятельность

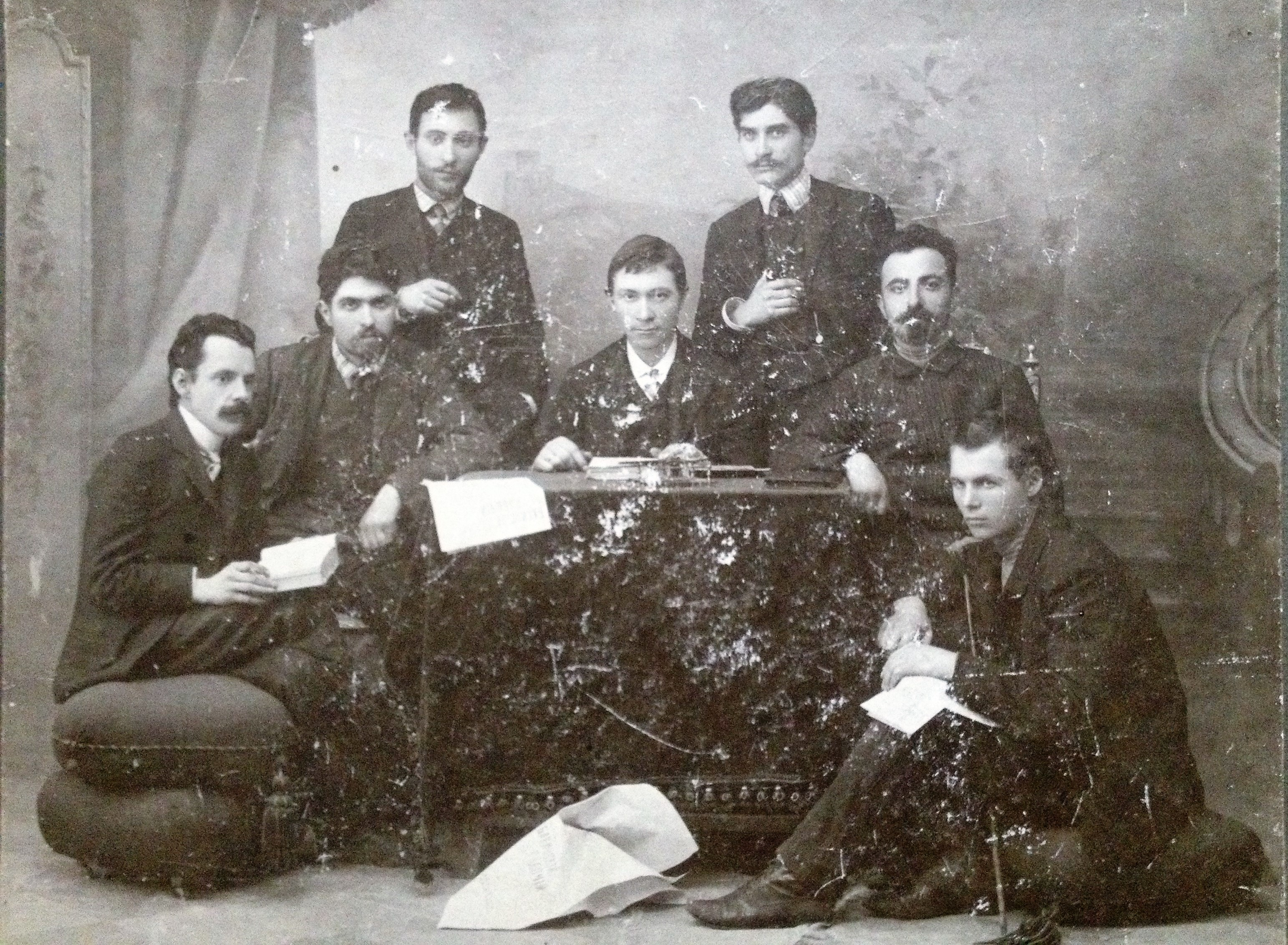
П. А. Джапаридзе (сидит справа 1-й) среди коллектива редакции газеты «Бакинский рабочий», Баку, 1908 г.

В 1904 переехал в Баку. Входил в стачком всеобщей бакинской забастовки в декабре 1904 года (от большевиков). Один из основателей мусульманской социал-демократической группы Гуммет. Делегат Кавказского союза РСДРП на 3-м съезде РСДРП в Лондоне.
В 1909 году был арестован и выслан с Кавказа на пять лет. Жил в Ростове-на-Дону. В 1913 вернулся в Тифлис.
В 1915 году за подготовку первомайской демонстрации был сослан в Вологодскую губернию, откуда в 1916 бежал в Петроград, а затем в Тифлис.

#### Революция 1917 года
Февральскую революцию Джапаридзе встретил на Кавказском фронте и в марте он приезжает в Тифлис, а в апреле, по просьбе Бакинской большевистской организации, Алёша перебирается в Баку. Свержение монархии была встречена им с одобрением и он считал, что движущиеся силы революции должны её продолжать до конца. В то время он писал:
Мы являемся зрителями и участниками первого действия величайшей исторической драмы — Великой Российской революции... Главными действующими силами являются рабочий класс и обедневшее крестьянство, армия, состоящая в своём большинстве из рабочих и крестьян. Они разгромили в славные февральские дни старую власть, они продолжают борьбу, и они же должны довести дело революции до конца.
Алёша становится членом Бакинского комитета РСДРП. Делегат 6-го съезда РСДРП(б), избран кандидатом в члены ЦК. Член Кавказского краевого комитета.
2 (15) ноября состоялось заседание расширенного состава Бакинского Совета. Избранный по предложению Шаумяна новый состав Исполкома Бакинского Совета был провозглашён «высшей властью в Баку». Прокофий Джапаридзе стал членом нового Исполкома, председателем которого вновь избрали Шаумяна. 8 декабря Джапраидзе был избран товарищем (заместителем) председателя Исполкома Баксовета и председателем рабочей секции Совета.
1 января 1918 года его избрали председателем Исполкома Бакинского Совета и он оставался им до июля месяца. По председательством Джапаридзе 13 января состоялось заседание вновь избранного Бакинского Совета, на котором его избрали председателем Баксовета.
30 марта — 2 апреля (18 — 21 марта по старому стилю) в Баку развернулись кровопролитные события, которые сопровождались насилием по отношению к мусульманскому населению города. Бои шли между большевиками, армянскими национальными частями и правыми эсерами с одной стороны и мусаватистами с другой. Участие дашнаков придало боевым действиям характер национальной резни. По воспоминанием дочерей Джапаридзе, во время этих событий их отец спас группу азербайджанцев: «В эти же дни к нам во двор группа бандитов стала загонять грузчиков-азербайджанцев и собиралась учинить над ними расправу. Мать, увидев всё это в окно, сразу сообщила отцу, который очень быстро приехал с отрядом вооружённых товарищей и кровопролитие было предотвращено».
В ночь на 19 марта был образован Комитет революционной обороны города Баку из семи человека, в числе которых был и Алёша Джапаридзе. В опубликованном Комитетом сообщении, он был назван «высшим военно-политическим органом, об’единяющим все Советские организации г. Баку и его районов», которому подчиняются все другие военно-политические организации города и его районов.

##### Бакинская коммуна
После мартовских событий встал вопрос об организации постоянного органа власти. Бакинский Совет поддержал предложение Шаумяна об организации Бакинского Совета Народных Комиссаров из левых социалистов (большевиков и левых эсеров). На состоявшемся 12 (25) апреля заседании Бакинского Совета Джапаридзе был избран комиссаром по внутренним делам. За него было отдано 76 голосов и 75 воздержавшихся. 9 мая Алёша подписал приказ № 4 о временном приглашении на должности товарищей (заместителей) комиссара по внутренним делам Ф. А. Чикало и М. Азизбекова, а на должности уполномоченных при комиссаре — Б. Сардарова и Л. Д. Гогоберидзе.

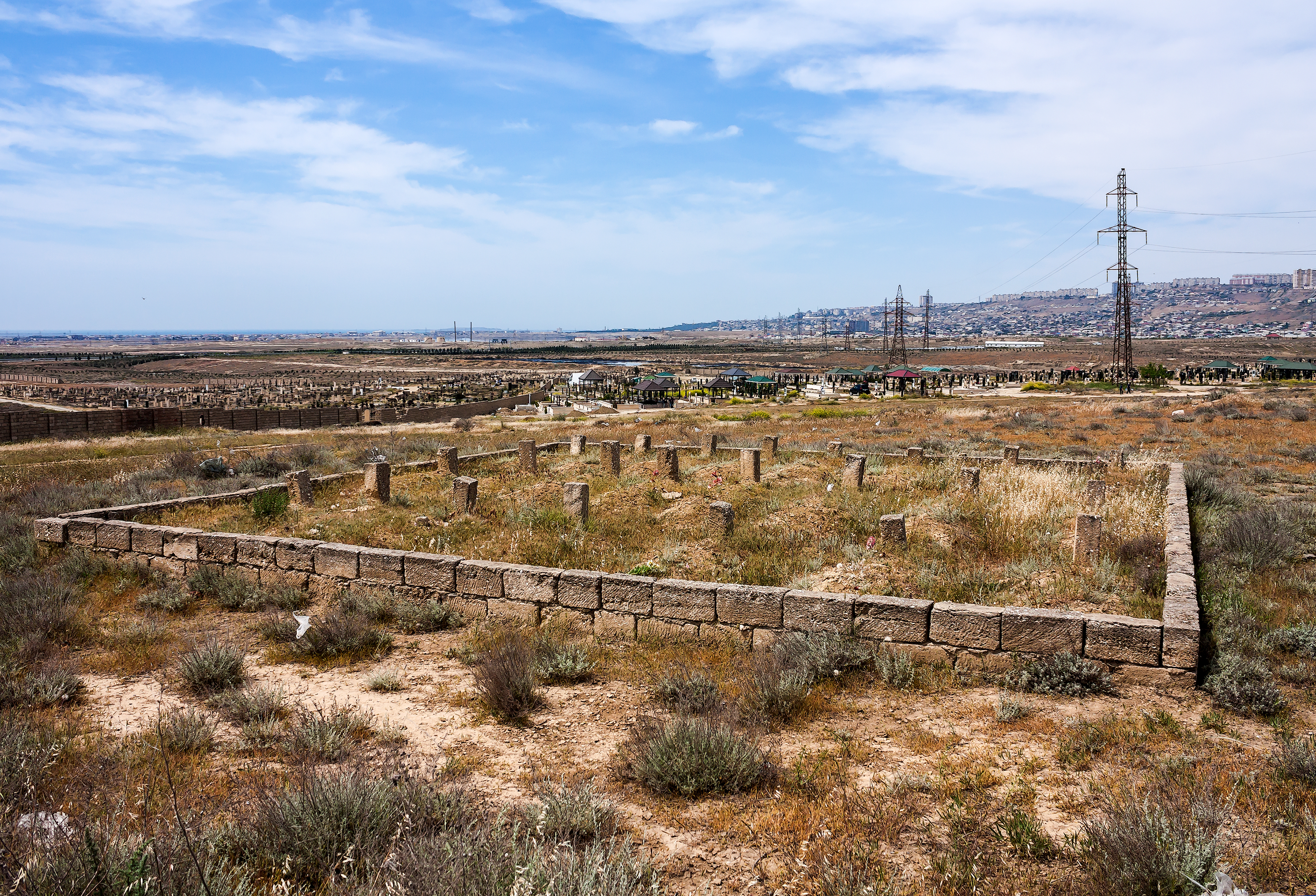
Могила 26 Бакинских комиссаров. Говсанское кладбище, 09 мая 2017 г.

Возле дома по Телефонной улице, где он проживал, на Прокофия Джапаридзе в апреле было совершено покушение, но ему удалось спастись благодаря Вано Николайшвили, который в последующем вместе с Алёшей будет казнён в туркменской пустыне в числе «26 бакинских комиссаров».
3 мая Джапаридзе был назначен комиссаром по продовольствию. В приказе Бакинского Совета Народных Комиссаров от 18 июня (за подписью председателя С. Г. Шаумяна) говорилось: «временно назначается Народным комиссаром по делам продовольствия с оставлением за ним поста Народного комиссара внутренних дел».
После бегства из Баку от наступающих азербайджанских войск арестован местным рабочим комитетом в Красноводске.
Расстрелян 20 сентября 1918 года в числе 26 бакинских комиссаров на 207-й версте между станциями Ахча-Куйма и Перевал (ныне — на территории Балканского велаята, Туркменистан).

## Память

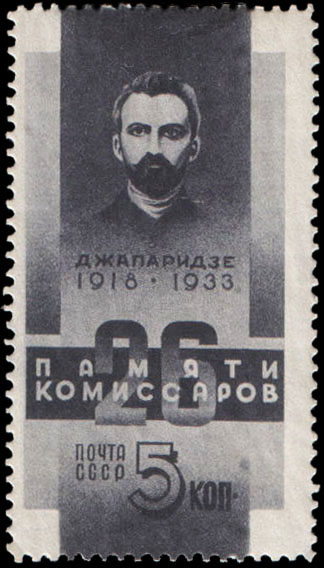
П. А. Джапаридзе (Алеша, 1880—1918). Почтовая марка СССР 1933 год.

- В 1933 году почта СССР выпустила почтовую марку, посвящённую памяти 26 комиссаров и 15-летию смерти Джапаридзе.
- В 1982 году в Баку был установлен памятник Джапаридзе работы Омара Эльдарова (демонтирован в 2009 году).

### Объекты, названные в честь Алёши Джапаридзе
- Улица Джапаридзе в Баку, ныне Мамед Эмина Расулзаде
- Улица Джапаридзе в Сочи.
- Улица Джапаридзе в Ростов-на-Дону.
- Улица Джапаридзе в селе Богучаны Красноярского края
- Улица Джапаридзе в Нижнем Тагиле.
- До 1992 года в Сабунчах больница номер 3 носила имя Джапаридзе.

### В кинематографии
- В фильме «Двадцать шесть бакинских комиссаров», посвящённый событиям 1918 года, его роль исполнил Тенгиз Арчвадзе.
- В 1979 году вышел короткометражный документальный фильм «Товарищ Алёша[азерб.]».

### Комментарии
1. ↑  Имеретинцы — одна из грузинских этнографических групп. В статистических материалах дореволюционного времени жители Шардомети фиксировались как имеретинцы[3][4][5][6]. Надо сказать, что нынешний край Рача-Лечхуми и Нижняя Сванетия, в состав которого входит деревня Шардомети, населяют и другие этнографические группы грузин: например юг заселён рачинцами, а на севере живут сваны.